# Sveti Ivan Žabno
Sveti Ivan Žabno è un comune della Croazia di 5 628 abitanti della regione di Koprivnica e Križevci.